# Comuna Sollentuna
Sollentuna (Sollentuna kommun) este o comună din comitatul Stockholms län, Suedia, cu o populație de 68.145 locuitori (2013).

## Geografie

### Zone urbane
Lista celor mai mari zone urbane din comună (anul 2015) conform Biroului Central de Statistică al Suediei:
| Nr | Zona urbană                  | Pop.    |
| -- | ---------------------------- | ------- |
| 1  | Upplands Väsby și Sollentuna | 139.606 |

## Demografie
| \| Evoluția demografică în comuna Sollentuna, 1970–2015 \| Evoluția demografică în comuna Sollentuna, 1970–2015 \| Evoluția demografică în comuna Sollentuna, 1970–2015 \| Evoluția demografică în comuna Sollentuna, 1970–2015 \| Evoluția demografică în comuna Sollentuna, 1970–2015 \| \| ----------------------------------------------------------------------------------------------------- \| ---------------------------------------------------- \| ---------------------------------------------------- \| ---------------------------------------------------- \| ---------------------------------------------------- \| \| An \| \| \| Locuitori \| \| \| 1970 \| 1970 \| \| 37723 \| 37723 \| \| 1975 \| 1975 \| \| 43413 \| 43413 \| \| 1980 \| 1980 \| \| 45868 \| 45868 \| \| 1985 \| 1985 \| \| 48212 \| 48212 \| \| 1990 \| 1990 \| \| 51377 \| 51377 \| \| 1995 \| 1995 \| \| 54553 \| 54553 \| \| 2000 \| 2000 \| \| 58048 \| 58048 \| \| 2005 \| 2005 \| \| 59355 \| 59355 \| \| 2010 \| 2010 \| \| 64630 \| 64630 \| \| 2015 \| 2015 \| \| 70251 \| 70251 \| \| Sursa: SCB - Statistika Centralbyrån, Folkmängd efter region, civilstånd, ålder och kön. År 1968–2016 \| \| \| \| \| |      |  |           |       |
| Evoluția demografică în comuna Sollentuna, 1970–2015 |      |  |           |       |
| An |      |  | Locuitori |       |
| 1970 | 1970 |  | 37723     | 37723 |
| 1975 | 1975 |  | 43413     | 43413 |
| 1980 | 1980 |  | 45868     | 45868 |
| 1985 | 1985 |  | 48212     | 48212 |
| 1990 | 1990 |  | 51377     | 51377 |
| 1995 | 1995 |  | 54553     | 54553 |
| 2000 | 2000 |  | 58048     | 58048 |
| 2005 | 2005 |  | 59355     | 59355 |
| 2010 | 2010 |  | 64630     | 64630 |
| 2015 | 2015 |  | 70251     | 70251 |
| Sursa: SCB - Statistika Centralbyrån, Folkmängd efter region, civilstånd, ålder och kön. År 1968–2016 |      |  |           |       |